# مسراق
المسراق او المساريقا (وجمعه مساريق) (بالإنجليزية: Mesentery)‏ هي طية مزدوجة من الصفاق تربط الأمعاء بجدار البطن.
أو هو مجموعة مستمرة من الأنسجة التي تتشكل من طية مزدوجة من الصفاق الذي يربط الأمعاء بجدار البطن.
يستعمل مصطلح المساريق أحيانا لوصف الأمعاء الدقيقة، بينما يستعمل وصف العضو المساريقي لأجزاء أخرى من المساريق تدخل في مسراق القولون (بالإنجليزية: mesocolon)‏ ومسارق الزائدة (بالإنجليزية: mesoappendix)‏ ومسراق السيني (بالإنجليزية: mesosigmoid)‏ ومسراق المستقيم (بالإنجليزية: mesorectum)‏. وقد تم اقتراح إعادة التصنيف كجهاز بسبب الأبحاث في جامعة ليمريك.

## المسراق كعضو
عدّ علماء من ايرلندا المسراق عضو كامل في الجسم له خصائص. بحسب دراسة علمية حديثة نشرت في الدورية العلمية «لانسيت» للأبحاث الطبية للكبد والجهاز الهضمي أن المسراق ليس مجرد غشاء فحسب، بل إنه عضو كامل له خصائصه. وباعتباره عضو منفصل سيتسنى لهم الفرصة لدراسته بشكل دقيق ومفصل في السنوات القادمة.

## البنية
تنشأ مساريق الأمعاء الدقيقة من الجذر المساريقي، وهو الجزء المتصل مع الهياكل أمام العمود الفقري. يعد الجذر ضيقا، طوله حوالي 15 سم، وعرضه 20 سم، وموجه بشكل غير مباشر من الثنية الإثناعشري الصائمية في الجانب الأيسر من الفقرات القطنية الثانية إلى المفصل العجزي الحرقفي الأيمن. جذر المساريق يمتد من الثنية الاثنا عشرية الصائمية إلى تقاطع اللفائفي الأعوري. هذا القسم من الأمعاء الدقيقة يتمركز في تجويف البطن، وممتدا وراء القولون المستعرض والغشاء المعوي الشحمي الكبير.
يكون المسراق مرتبطا بالقولون عند هامش الجهاز الهضمي ويستمر كما العديد من  مساريق القولون، وتسمى أحيانا مجتمعة الجهاز المساريقي. هذه الأجزاء من المسراق القولوني تأخذ أسمائها من الجزء التي تتصل به من القولون. فمثلا مسراق القولون المستعرض يكون مرتبطا بالقولون المستعرض، ومسراق القولون السيني متصل بالقولون السيني، ومسراق الزائدة متصل بالزائدة، ومسراق المستقيم متصل بالثلث العلوي من المستقيم.
كانت تدرس مناطق المسراق القولوني تقليديا لتكون أجزاء منفصلة مع إدراجات منفصلة في جدار البطن الخلفي. في عام 2012، أجريت أولى الدراسات التفصيلية والنسيجية للمسراق القولوني والذي كشف العديد من النتائج الجديدة. وشملت الدراسة 109 من المرضى الذين خضعوا لعمليات استئصال كلي للقولون. وسجلت الملاحظات التشريحية خلال الجراحة وعلى عينات ما بعد الجراحة.
وأظهرت هذه الدراسات أن مسراق القولون مستمر من اللفائفي إلى مستوى المستقيم السيني. وقد تبين أيضا أن التلاقي المساريقي يحدث في تقاطعات اللفائفي والمستقيم السيني، وكذلك في ثنيات الكبد والطحال وأن كل تلاقٍ يشتمل على ارتباطات صفاقية وثربية. تبين أن الداني المستقيم ينشأ عند التقاء المسراق السيني والمسراق المستقيم.  يوجد سطح مستوٍ تشغله لفافة خلف الصفاق تبين أنه يفصل كامل المسراق الأمعاء الدقيقة ومسراق القولون عن  الحيز خلف الصفاق. عميقا في الحوض، تلتحم هذه اللفافة معه  - الحوض- لتشكل لفافة عجزية.

### التشريح الثنيوي
وغالبا ما يوصف التشريح الثنيوي كمنطقة صعبة. لكن يتم تبسيطه عندما يعتبر كل ثني مرتكزا على التجاور المساريقي. إذ تنشأ الثنية اللفائفية الأعورية عند النقطة التي يكون فيها اللفائفي - الجزء الثالث والسفلي من الأمعاء الدقيقة - متواصلا مع المعي الأعور- جزء من الأمعاء الغليظة-  حول الثنية المساريقية اللفائفية الأعورية. وبالمثل، يتم تشكيل الثنية الكبدية بين مسراق القولون الأيمن ومسراق القولون المستعرض عند الاتقاء المساريقي. يتم ثني المكون القولوني من الثنية الكبدية حول هذا التقاء المساريقي. وعلاوة على ذلك، يتم تشكيل الثنية الطحالية من خلال الاتقاء المساريقي بين مسراق القولون الأيسر والمستعرض. المكون القولوني للثنية الطحالية يقع بجانب الاتقاء المساريقي. عند كل ثنية، توجد طية صفاقية متواصلة تقع خارج القولون / المسراق القولوني برباط معقد إلى جدار البطن الخلفي.

### مناطق مسراق القولون
- مسراق القولون المستعرض هو القسم من المسراق القولوني المتصل بالقولون المستعرض والذي يقع بين الثنيات القولونية.
- مسراق القولون السيني هو المنطقة من المسراق القولوني الذي يتم ربطه بالقولون السيني عند الهامش المساريقي المعوي.
- المسراق الزائد هو الجزء من مسراق القولون الذي يربط اللفائفي بالزائدة الدودية. وقد يمتد إلى قمة الزائدة الدودية. وهو يحوي لشريان ووريد الزائدة، بالإضافة إلى الأوعية اللمفاوية، والأعصاب، والعقدة الليمفاوية.
- مسراق المستقيم هو الجزء المتصل بالثلث العلوي من المستقيم.

## الأهمية السريرية
وقد سهلت توضيحات التشريح المساريقي فهم الأمراض المتعلقة بالمساريق، وأمثلة منها سوء الدوران المعوي متلازمة كرون. في حالة متلازمة كرون، في كثير من الأحيان ما تكون المساريق سميكة، مما يجعل إيقاف نزف الدم - الإرقاء- تحديا. يقول بعض العلماء أن متلازمة كرون هو أساسا الاضطراب المساريقي الذي يؤثر بشكل ثانوي على الجهاز الهضمي والدورة الدموية.
تجلط دم الوريد المساريقي العلوي يمكن أن يسبب جلطة معوية. من الممكن أيضا أن تنتج الجلطة المعوية نتيجة تشكل انفتال للأمعاء الدقيقة، وهو انسداد الأمعاء نتيجة التفافها حول نفسها بشكل غير طبيعي  مما يسبب اغلاق المسارق  بإحكام جدا وبالتالي تجلط الدم.

### طب إشعاعي
في الأونة الأخيرة، أجريت تقييمات أشعاعية للعضو المساريقي، في سبيل فهم تشريح الجهاز المساريقي. ينقسم الجهاز إلى مناطق ثنيوية وغير ثنيوية، مما يجعلها متباينة على التصوير المقطعي لمعظم المرضى.
تمكننا معرفة المظهر الاشعاعي لمساريق الإنسان في الحالات الطبيعة  من وضع تصور أوضح لاختلالات المساريق في الحالات المرضية. إذ أن هذه الاختلالات على صلة مباشرة  بانتشار السرطان من سرطان القولون ووجود التهاب البنكرياس.

## معرض الصور

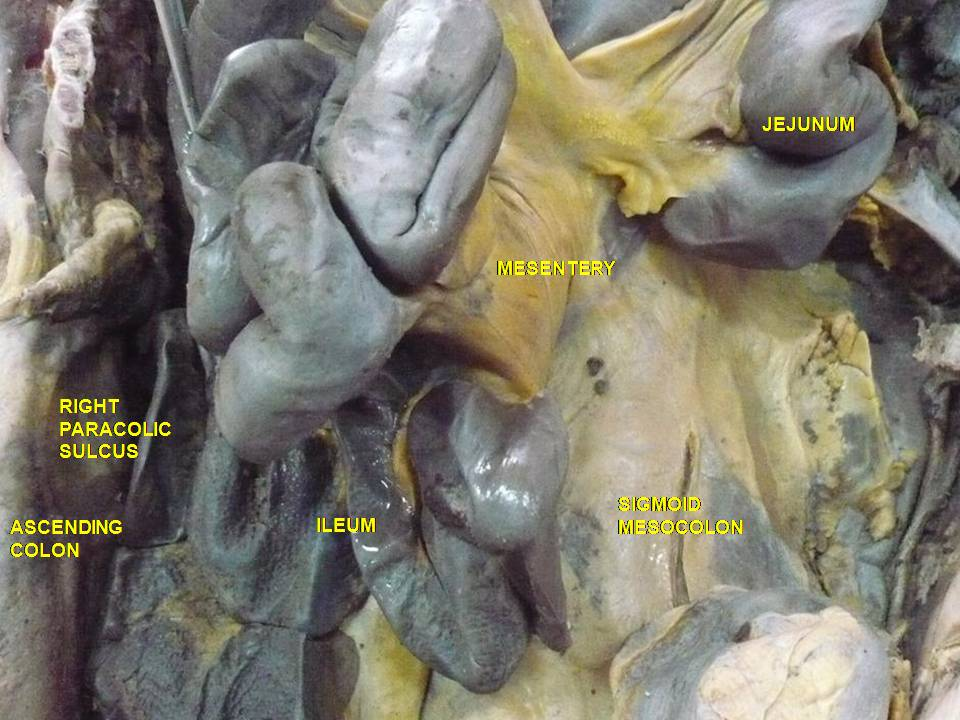
منظر لعلاقة المساريق بالأمعاء.
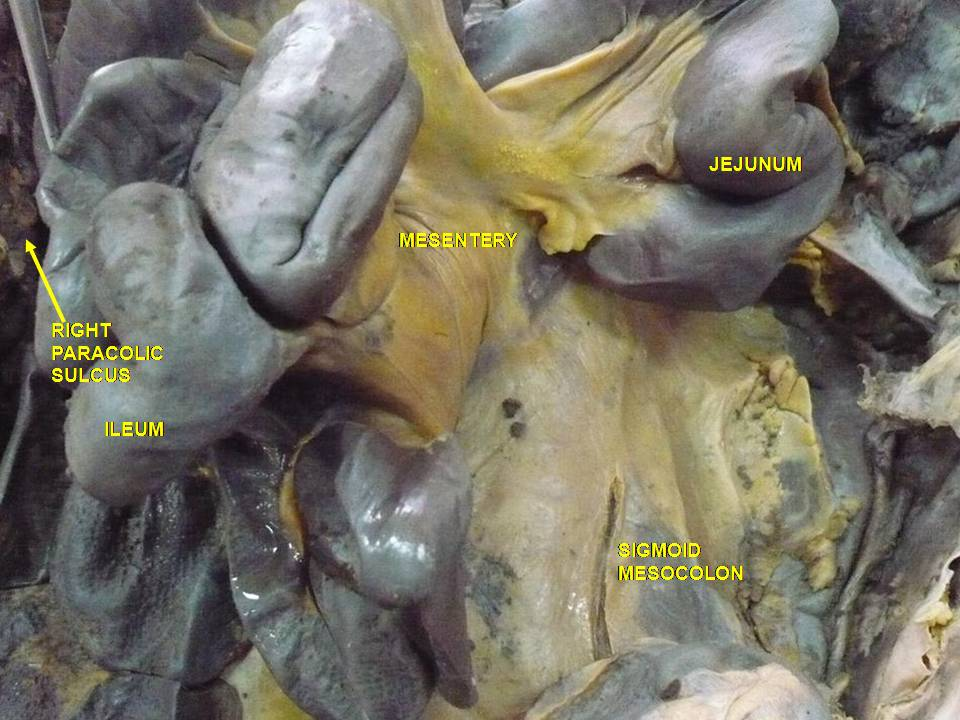
منظر لعلاقة المساريق بالأمعاء.